# Peroxysome

Structure d'une cellule végétale, les peroxysomes sont indiqués en bleu sous la lettre i

Structure simplifiée d'un peroxysome

Un peroxysome est un organite cellulaire entouré par une membrane (bicouche lipidique) et ne contenant pas de matériel génétique ni de ribosomes. Contrairement à la mitochondrie ou au chloroplaste, toutes les protéines qui le constituent sont codées par des gènes nucléaires et proviennent du cytosol (ou du réticulum endoplasmique rugueux pour une minorité de protéines transmembranaires). Le peroxysome a été découvert en 1965 par Christian de Duve grâce à l'utilisation du microscope électronique et au perfectionnement des méthodes de fractionnement cellulaire .
Les peroxysomes sont impliqués dans la métabolisation des acides gras et des acides aminés, la réduction de dérivés réactifs de l'oxygène et la synthèse des plasmalogènes.
Les peroxysomes font partie d'une classe d'organite appelés « microbodies ». La majorité des auteurs ne les considère pas comme faisant partie du système endomembranaire car ne participant pas au flux vectoriel permanent.

## Méthodes d'étude
On peut procéder par éclatement et centrifugation, ce qui va séparer les organites en fonction de leur densité.
La détection cytochimique est également utilisée, notamment dans l'étude de la catalase. Ainsi, on détecte la catalase, ou l'urate oxydase , en mettant le peroxysome au contact des substrats de ces protéines. Grâce à l'immunomarquage aux billes d'or, on remarque que la catalase est présente dans tout le peroxysome , tandis que l'urate oxydase est spécifique à la zone para-cristalline nucléoïde.
On peut également tirer parti de la spécificité de certaines protéines peroxysomales, et les observer en utilisant l'adressage de GFP. Ainsi, on adresse la Green Fluorescent Protein au peroxysome , et on observe en microscopie, où les zones où la GFP est présente seront marquées en fluorescence.

## Structures
Ce sont des organites sphériques de 0,1 à 1 µm (on parle de microperoxysomes ou microbodies) jusqu'à 1 µm de diamètre chez les animaux, mais ils peuvent atteindre 1,7 µm chez les plantes.
Ils sont principalement composés de vésicules reliées par des canalicules, le tout composant la matrice, ou lumière du peroxysome, riche en protéines.
Ils sont entourés d'une membrane simple, sous la forme d'une bicouche lipidique. Ils sont présents dans toutes les cellules eucaryotes (sauf dans les réticulocytes), avec une taille maximale chez les animaux dans les cellules du foie (hépatocytes) et des reins.
Les peroxysomes possèdent un nucléoïde, qui est une région para-cristalline protéique (urate-oxydase), sauf chez les primates. Ils contiennent des enzymes oxydantes : D-amino-acide-oxydase, urate-oxydase, et catalase… (pour les réactions de finalisation de la consommation d'O2)
De plus, ce ne sont pas des structures isolées, les peroxysomes sont reliés entre eux par de fins canalicules → réseau au sein du cytoplasme.

## Protéines
Toutes les protéines nécessaires aux peroxysomes sont synthétisées en dehors de ces derniers, dans le cytosol.
On trouve dans la membrane des protéines (non-glycosylées) qui ont notamment la fonction d'importer les enzymes nécessaires au fonctionnement du peroxysome.
D'une part, les peroxines, responsables du système d'import des protéines. Elles sont codées par les gènes PEX.
Les signaux d'adressages reconnus par les peroxines sont PTS 1 et 2, respectivement situés du côté C et N terminal.
Les transporteurs ABC , qui utilisent l'ATP, sont responsables du transport (import et export) des métabolites sont présents dans la membrane.
Un Cytochrome P450 est également spécifique du Peroxysome.

## Fonctions
Comme les mitochondries, les peroxysomes sont des sites essentiels pour l'utilisation du dioxygène O2 (réactions d'oxydation) :
- les enzymes oxydases (D-amino-acide-oxydase, urate-oxydase) enlèvent des atomes d'hydrogène libres (réaction d'oxydation) à des substrats organiques spécifique R. Ces substrats liés à des atomes d'hydrogène, sont potentiellement toxiques pour la cellule. L'oxydation de ces molécules les détoxifie.
 RH2 + O2 → R + H2O2 ;
- la catalase utilise le peroxyde d'hydrogène H2O2 engendré par d'autres enzymes pour oxyder une variété d'autres substrats toxiques R' (phénols, acide méthanoïque, alcool): on parle de réaction de peroxydation. Ce type de réaction est très important dans le foie, les cellules rénales, où les peroxysomes détoxifient certaines toxines passant dans le sang.
H2O2 + R'H2 ⤇ R' + 2 H2O. La catalase catalyse aussi la réaction : H2O2 + H2O2 ⤇ O2 + 2H2O. La catalase est l'enzyme la plus abondantes des peroxysomes ;
- s'il existe un excès d'H2O2, la catalase le transforme directement en eau : 2 H2O2 → 2 H2O + O2. C'est une réaction de sauvegarde car H2O2 en quantité trop abondante est nocif pour la cellule ;
- les peroxysomes réalisent la beta-oxydation des acides gras à longue chaîne par un mécanisme similaire à celui de la mitochondrie. Les peroxysomes ont même l'exclusivité de cette voie chez les levures et les plantes. Néanmoins, le bilan énergétique est réduit à la production d'acétyl-coenzyme A car les électrons des coenzymes réduits aboutissent à la formation de peroxyde d'hydrogène détoxifié sur place par la catalase ;
- dans les feuilles des végétaux chlorophylliens, ils interviennent lors de la photorespiration ;
- dans les cellules de graines en cours de germination, ils sont associés aux corpuscules lipidiques à partir desquels ils permettent la formation de glucides nécessaires à la croissance de la plantule. Dans ce cas, le peroxysome prend le nom de glyoxysome.
- Réaction de détoxication : 50 % de l'alcool ingéré est éliminé au niveau du foie grâce aux peroxysomes pour donner de l'acétaldéhyde, cette réaction est catalysée par les catalases[réf. nécessaire].

## Origine
Il semble que ces organites naissent à partir d'un phénomène de scission binaire des peroxysomes parentaux. Mais il a été remarqué récemment que chez des individus malades ne possédant plus de peroxysomes la rectification de l'origine génomique de la maladie a permis l'apparition de nouveaux peroxysomes. Il y a donc une synthèse de peroxysomes à partir du réticulum endoplasmique lisse appelés peroxysomes précoces[réf. nécessaire].
Il y a des cycles automatiques de fusion et de fission des peroxysomes. Ces cycles impliquent la DRP ( Dynamin-related protein), elle provoque une constriction de la membrane. En réponse à certaines situations métaboliques, il y a une multiplication des peroxysomes
Les lipides nécessaires à la fabrication de nouvelles membranes peroxysomiales sont également importés du cytosol.
Selon une hypothèse ancienne, les peroxysomes proviendraient de l'endosymbiose d'un procaryote. Le compartiment aurait permis, avant les mitochondries, de réduire le niveau d'O2 (qui est toxique) dans la cellule. Cette hypothèse a vraisemblablement été infirmée par les résultats récents, qui suggèrent plutôt que le peroxysome serait issu du réticulum endoplasmique.

## Maladies peroxysomales
- Syndrome de Zellweger (ou syndrome cérébro-hépato-rénal), une maladie liée au dysfonctionnement des peroxysomes.
- Adrénoleucodystrophie
- Maladie de Refsum
- Hyperoxaliurie de type I
- Acatalasie ou acatalasia